# Esther Elo Joseph
Esther Elo Joseph (4 aprile 2003) è una velocista e ostacolista nigeriana.

## Progressione

### 400 metri piani
| Stagione | Misura | Luogo      | Data      | Rank. Mond. |
| -------- | ------ | ---------- | --------- | ----------- |
| 2024     | 51"61  | Accra      | 20-3-2024 |             |
| 2023     | 53"38  | Benin City | 15-6-2023 |             |
| 2022     | 53"39  | Abuja      | 12-5-2022 |             |

## Palmarès
| Anno | Manifestazione      | Sede   | Evento        | Risultato | Prestazione | Note                  |
| ---- | ------------------- | ------ | ------------- | --------- | ----------- | --------------------- |
| 2022 | Mondiali U20        | Cali   | 400 m hs      | Batteria  | 1'00"51     |                       |
| 2024 | Giochi panafricani  | Accra  | 400 m piani   | Argento   | 51"61       | [ 1 ]                 |
| 2024 | Giochi panafricani  | Accra  | 4x400 m       | Oro       | 3'27"29     |                       |
| 2024 | World Relays        | Nassau | 4x400 m mista | 4ª        | 3'12"87     | [ 2 ]                 |
| 2024 | Campionati africani | Douala | 400 m piani   | Bronzo    | 51"94       |                       |
| 2024 | Campionati africani | Douala | 4x400 m       | Oro       | 3'27"31     | Record dei campionati |
| 2024 | Olimpiade           | Parigi | 400 m piani   | Batteria  | DSQ         | [ 3 ] [ 4 ]           |

## Campionati nazionali
- 1 volta campionessa nazionale nigeriana dei 400 metri piani (2024)

2022
- Bronzo ai campionati nigeriana (Benin City), 800 m piani - 2'16"21

2023
- 6ª ai campionati nigeriana (Benin City), 400 m piani - 53"44

2024
- Oro ai campionati nigeriana (Benin City), 400 m piani - 51"70